# 어거스터 리

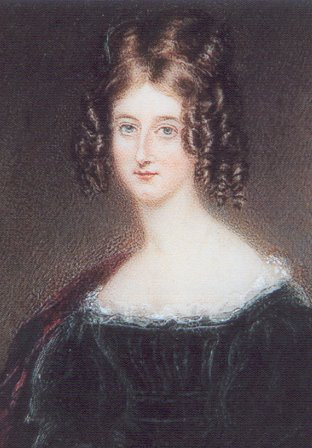
어거스터 리

어거스터 리(Augusta Leigh, /əɡʌstə liː/)는 바이런 경의 이복누나이다. 어거스터는 존 바이런(John Byron)과 그의 첫째 부인 아멜리아 달시(Amelia Darcy) 사이에서 태어났다.
바이런 경과의 근친상간 관계는 1898년 2월 26일자의 뉴욕 타임즈의 "Byron as a Boy; His Mother's Influence — His School Days and Mary Chaworth"라는 제목의 기사에 나올 정도로 당시에는 잘 알려진 이야기였다.